# ایزولا
ایزولا (به لاتین: Izola) یک شهر در اسلوونی است که در Izola Municipality واقع شده‌است. ایزولا ۲۸٫۶ کیلومتر مربع مساحت و ۱۵٬۹۰۰ نفر جمعیت دارد و ۲۹ متر بالاتر از سطح دریا واقع شده‌است.

## خواهرخوانده
شهرهای تولنتینو، Treptow-Köpenick و سنت‌گوتهارد خواهرخوانده‌های ایزولا هستند.